# Günther-Mühle
Die Günther-Mühle ist eine Bockwindmühle in Neundorf auf dem Eigen. Sie gilt als eine der kleinsten Windmühlen der Oberlausitz.

## Geschichte
Die Mühle wurde 1802 erstmals in der Kirchenbüchern der Stadt Bernstadt erwähnt, ihr erster Besitzer war der Müllermeister Gottlieb Müller. Danach wechselte die Mühle mehrmals den Besitzer, bis sie schließlich 1892 in den Besitz der Familie Günther überging. Nach ihrer Stilllegung 1962 wurde die Mühle dem Verfall überlassen.
Nach der Wiedervereinigung kam die Idee auf, die marode Mühle zu rekonstruieren. Der Gemeinderat von Großhennersdorf nahm Kontakt zu Sachverständigen, zum Amt für ländliche Neuordnung Kamenz und zum Regierungspräsidium Dresden auf, mit der Bitte den Wiederaufbau in ein Förderprogramm aufzunehmen. Am 22. Juni 1991 erwarb die Gemeinde Großhennersdorf die Mühle von ihren Besitzern Helmut und Gottfried Günther. Es folgte eine Begutachtung durch den Mühlenbauer Klaus Kirchner, der einen Kostenvoranschlag für die Rekonstruktion der Mühle abgab.
Um das Vorhaben zu unterstützen, gründeten einige Bürger am 13. Dezember 1991 den „Bockwindmühle Neundorf auf dem Eigen e.V.“. Der erste Spatenstich des Wiederaufbaus erfolgte am 26. August 1993, der Mühlenbock wurde am 13. September 1993 aufgestellt. Das Mühlengehäuse samt neuer Hauptwelle und dem Doppelkammrad wurden am 31. Dezember 1993 fertiggestellt. 1994 wurde das Gehäuse mit Brettern geschlossen, die Böden eingezogen, das Dach mit Holzschindeln gedeckt und die wiederhergestellte Wetterfahne aufgesetzt. Sterz sowie Innen- und Außentreppe wurden 1995 fertiggestellt. Die Flügel konnten 1996 angebracht werden, ebenso wie die Bremse und der Überhangbogen.

## Technische Daten
- Gesamthöhe der Bockwindmühle: 12 m
- Breite des Mühlengebäudes: 5 m
- Tiefe des Mühlengebäudes: 6,5 m
- Länge der Windmühlenflügel: 8,5 m[2]